# وان جیانهوی
وان جیانهوی (انگلیسی: Wan Jianhui؛ زادهٔ ۱ ژانویهٔ ۱۹۷۵) وزنه‌بردار اهل چین بود.